# Marcos Portillo
Marcos Ezequiel Portillo (Rosario, 31 gennaio 2000) è un calciatore argentino, centrocampista del Platense in prestito dal Talleres (C).

## Caratteristiche tecniche
È un centrocampista polivalente abile soprattutto in fase difensiva.

## Carriera
Portillo è cresciuto nel settore giovanile del Newell's Old Boys, con cui ha firmato il primo contratto professionistico il 2 novembre 2021. Ha debuttato in prima squadra il 12 dicembre successivo nell'incontro di Primera División perso 3-2 contro il San Lorenzo. Il 19 aprile 2023 è andato a segno per la prima volta realizzando una doppietta nel 3-0 al Blooming in Coppa Sudamericana.
Il 24 gennaio 2024 è stato acquistato a titolo definitivo dal Talleres (C).

## Statistiche

### Presenze e reti nei club
Statistiche aggiornate al 13 luglio 2025.
| Stagione                 | Squadra                  | Campionato               | Campionato | Campionato | Coppe nazionali | Coppe nazionali | Coppe nazionali | Coppe continentali | Coppe continentali | Coppe continentali | Altre coppe | Altre coppe | Altre coppe | Totale | Totale | Totale |
| Stagione                 | Squadra                  | Comp                     | Pres       | Reti       | Comp            | Pres            | Reti            | Comp               | Pres               | Reti               | Comp        | Pres        | Reti        | Pres   | Reti   |        |
| ------------------------ | ------------------------ | ------------------------ | ---------- | ---------- | --------------- | --------------- | --------------- | ------------------ | ------------------ | ------------------ | ----------- | ----------- | ----------- | ------ | ------ | ------ |
| 2021                     | Newell's Old Boys        | PD                       | 1          | 0          | CA+CdL          | -               | -               | CS                 | -                  | -                  | -           | -           | -           | 1      | 0      |        |
| 2022                     | Newell's Old Boys        | PD                       | 15         | 0          | CA+CdL          | 2+5             | 0               | -                  | -                  | -                  | -           | -           | -           | 22     | 0      |        |
| 2023                     | Newell's Old Boys        | PD                       | 17         | 0          | CA+CdL          | 1+4             | 0               | CS                 | 8                  | 4                  | -           | -           | -           | 30     | 4      |        |
| Totale Newell's Old Boys | Totale Newell's Old Boys | Totale Newell's Old Boys | 33         | 0          |                 | 12              | 0               |                    | 8                  | 4                  |             | -           | -           | 53     | 4      |        |
| 2024                     | Talleres (C)             | PD                       | 10         | 2          | CA+CdL          | 2+9             | 1+1             | CL                 | 7                  | 0                  | -           | -           | -           | 28     | 4      |        |
| 2025                     | Talleres (C)             | PD                       | 4          | 0          | CA              | 1               | 0               | CL                 | 2                  | 0                  | SI          | 0           | 0           | 7      | 0      |        |
| Totale Talleres          | Totale Talleres          | Totale Talleres          | 14         | 2          |                 | 12              | 2               |                    | 9                  | 0                  |             | -           | -           | 35     | 4      |        |
| 2025                     | Platense                 | PD                       | 1          | 0          | CA              | 0               | 0               | -                  | -                  | -                  | -           | -           | -           | 1      | 0      |        |
| Totale carriera          | Totale carriera          | Totale carriera          | 48         | 2          |                 | 24              | 2               |                    | 17                 | 4                  |             | -           | -           | 89     | 8      |        |

## Palmarès

### Club

#### Competizioni nazionali
- Supercopa Internacional: 1

Talleres: 2023